# Len Barry
Len Barry, född Leonard Borisoff den 12 juni 1942 i Philadelphia, död 5 november 2020 i Philadelphia, var en amerikansk sångare.
Len Barry började sin sångkarriär 1957. Han bildade The Dovells och hade med dem en stor amerikansk hit med "Bristol Stomp" (1961) och sedan med "You Can't Sit Down" (1963). Senare 1963 lämnade Barry gruppen och påbörjade en solokarriär.
Len Barry fick sin största hit som soloartist med låten "1-2-3" 1965. Han följde upp den 1966 med "Like a Baby", som blev en större hit i Storbritannien än i hemlandet, och "Somewhere". Barry fortsatte uppträda en bit in på 1970-talet, men fick inga fler hits.

## Diskografi
- 1-2-3 (1965)
- My Kind of Soul (1967)
- Ups & Downs (1972)
- More from the 123 Man (1982)